# Granica Saudijske Arabije i Ujedinjenih Arapskih Emirata
Granica Saudijske Arabije i Ujedinjenih Arapskih Emirata duga je 457 km i proteže se od obale Perzijskog zaljeva na zapadu do tromeđe s Omanom na istoku.
Dana 21. kolovoza 1974. vlade Saudijske Arabije i Ujedinjenih Arapskih Emirata potpisale su Ugovor u Džedi u Saudijskoj Arabiji. Potpisnici su Faisal od Saudijske Arabije i šeik Zayed bin Sultan Al Nahyan. Sporazum je označio kraj dugogodišnjem graničnom sporu. No prema stavu UAE-a spor nije riješen jer postoji neslaganje između usmenog sporazuma prije potpisivanja ugovora i konačnog teksta samog ugovora. Međutim, prema UAE-u vlada je, kao posljedica odsustva odvjetnika, tehničara i geografa u svojem pregovaračkom timu, primijetila to neslaganje tek 1975. UAE od tada pokušava vratiti Saudijsku Arabiju za pregovarački stol.
Odredbe ugovora iz 1974. javno su objavljene tek 1995., kada su podnesene Ujedinjenim narodima. Međutim, Ujedinjeni Arapski Emirati nikada nisu ratificirali sporazum.

## Opis
Granica se sastoji od četiri ravne linije: prva počinje na zapadu na obali u zaljevu Sumayrah zapadno od poluotoka Ras Khumays (Ghumais) u UAE-u, nastavljajući se prema jugu 26 km, druga je orijentirana SZ-JI i pruža se 166 km; treća je orijentirana u smjeru SZ-JI i pruža se 265 km, a četvrta se pruža 12 km u smjeru JZ-SI i završava na omanskoj tromeđi. Granica se u potpunosti nalazi unutar pustinje, povremeno presijecajući slane površine poput Sabkhat Mattija.

## Povijest
Povijesno gledano, u ovom dijelu arapskog poluotoka nije postojala jasno definirana granica. Tijekom 19. stoljeća Britanija je potpisala niz ugovora o protektoratu sa sedam emirata o tada poznatoj kao "Gusarska obala", čime su nastale tzv. Trucijalne države. Unutrašnjost Arabije sastojala se od slabo organiziranih arapskih grupacija, koje su povremeno stvarale emirate, od kojih je najistaknutiji bio emirat Nedžd i Hasa pod vlašću obitelji al-Saud. Britanija i Osmansko Carstvo teoretski su podijelili svoja područja utjecaja putem t.zv. "Plave" i "Ljubičaste linije" 1913. – 14.
Tijekom Prvog svjetskog rata arapska pobuna, podržana od Britanije, uspjela je ukloniti Osmanlije s većeg dijela Bliskog istoka; u razdoblju nakon ovoga Ibn Saud je uspio znatno proširiti svoje kraljevstvo, na kraju proglasivši 1932. Kraljevinu Saudijsku Arabiju. Ibn Saud je odbio priznati angloosmanske linije i polagao je pravo na velike dijelove istočnog arapskog zaleđa (tzv. 'Linija Hamza').
Dana 25. studenog 1935. britanski dužnosnici sastali su se s Ibn Saudom u pokušaju da do kraja definiraju granicu između novog kraljevstva i njihovih obalnih protektorata, uključujući Trucijalne države. Konferencija se pokazala neuspješnom, a pitanje je ostalo neriješeno.

### Spor Buraimi
Godine 1949. Saudijska Arabija pod vlašću Ibn Sauda i Saudi Aramco izvršili su upade u zapadnu regiju Emirata Abu Dhabi, tražeći naftu. Ibn Saud je također bio zainteresiran za upravljanje područjem Al Ain i Al Buraimi, koji se nalazi u istočnoj regiji Abu Dhabija na njegovoj granici s Omanom. To je dovelo do spora Buraimi. Dana 31. kolovoza 1952. grupa od oko 80 saudijskih graničara, od kojih je 40 bilo naoružano, predvođena saudijskim emirom iz Ras Tanure, Turkijem bin Abdullahom Al Otaishanom, prešla je na teritorij Abu Dhabija i okupirala Hamasu, jedno od tri omanska sela u oazi, tvrdeći da je dio Istočne pokrajine Saudijske Arabije.:str. 206.
Dana 30. srpnja 1954. dogovoreno je da se spor proslijedi međunarodnom arbitražnom sudu. U međuvremenu je Saudijska Arabija pokrenula kampanju podmićivanja kako bi dobila izjave o lojalnosti plemena na kojima se trebao temeljiti njezin slučaj. Ova kampanja proširila se čak i na šeika Zayeda bin Sultana Al Nahyana, brata šeika Shakhbuta, vladara Abu Dhabija i u to vrijeme walija Al Aina. Saudijci su se obratili Zayedu, prvo s ponudom od 50% svih prihoda od nafte iz tog područja, zatim s novim automobilom i 40.000 rupija. S treće strane Zayedu je ponuđeno 400 milijuna rupija i na kraju je obaviješten da mu saudijski predstavnik Abdullah Al Qurayshi želi dati tri pištolja.
Godine 1955. arbitražni postupak započeo je u Ženevi, no propao je kada se britanski arbitar, sir Reader Bullard, usprotivio pokušajima Saudijske Arabije da utječe na tribunal i povukao se. Nakon toga, jedan od dvojice sudaca dao je ostavku:str. 207. te je preostao samo treći arbirar - predsjednik Belgije.
S obzirom na ta kršenja sporazuma, britanska vlada odlučila je jednostrano ukinuti Sporazum o mirovanju i zauzeti oazu 25. listopada 1955. godine. Dana 25. listopada Trucijski omanski skauti, britanske paravojne formacije zadužene za obranu Trucijskih država, brzo su zauzeli oazu i zarobili svih petnaest pripadnika saudijskog kontingenta pod saudijskim Emirom Bin Namijem, koji je ustrijeljen i lakše ranjen.:str. 211. Zarobljene saudijske snage odvezene su RAF-ovom Valettom do Sharje, a zatim morskim putem do Saudijske Arabije. Većina borbi vodila se nakon predaje Saudijaca, s tim da su beduinske snage od oko 200 ljudi pružile žestok otpor skautima. Nakon ovog incidenta Britanija je izjavila da će od sada jednostrano koristiti malo izmijenjenu verziju 'Rijadske linije' iz 1935. kao granicu.

### Neovisnost UAE
Nakon proglašenja neovisnosti Ujedinjenih Arapskih Emirata 1971. godine, Saudijska Arabija, na temelju teritorijalnih sporova sa s Emiratom Abu Dhabi, nije priznala novoproglašenu državu i šeika Zayeda bin Sultana Al Nahyana kao njenog predsjednika i nastavila je tretirati emirate kao pojedinačne entitete zaobilazeći uniju. Godine 1974., šeik Zayed, kojem je bilo prijeko potrebno priznanje Saudijske Arabije, zatražio je od kralja Faisala da otvori pregovore o pitanju granice. Kralj Faisal koristio je nepriznavanje kao način pritiska na Emirat Abu Dhabi kako bi brzo postigao nagodbu. Kralj Faisal već je bio povezan s tim pitanjem prije 1974. godine kao ministar vanjskih poslova za vrijeme vladavine svog oca kralja Abdulaziza. Svjedočio je neuspjehu mnogih sastanaka na kojima su britanski dužnosnici ponekad predstavljali Abu Dhabi. Smatrao je da je ponašanje druge strane u sporu oko Buraimija, u kojem su saudijske trupe poražene i nasilno uklonjene iz spornog područja, velika uvreda za Kraljevstvo i udarac koji zahtijeva osvetu. Kralj Faisal rekao je delegaciji UAE -a koja ga je posjetila u Taifu u srpnju 1972. da je Saudijska Arabija ponižena u Buraimiju i da će morati povratiti svoja prava, inzistirajući da neće napustiti imovinu naslijeđenu od očeva i djedova. Šeiku Zayedu nagodba je bila potrebnija nego Saudijcima, ali zahtjevi Saudijske Arabije bili su nerealni jer su tražili da dobiju brojna zemljišta u emiratu Abu Dhabi, od kojih su neka sadržavala brojna naftnih polja.
Dana 21. kolovoza 1974. između šeika Zayeda i kralja Faisala postignut je sporazum o razgraničenju granica između Emirata Abu Dhabi i Saudijske Arabije. Saudijska Arabija odmah je proglasila priznanje Ujedinjenih Arapskih Emirata, poslala svog veleposlanika i promovirala svoj ured za vezu u Dubaiju u konzulat. Korak je učvrstio položaj Ujedinjenih Arapskih Emirata kao unije i učvrstio položaj šeika Zayeda kao predsjednika.

### Granični spor
Godine 1976. Katar i UAE dogovorili su se uspostaviti autocestu koja će međusobno povezati ove dvije države, međutim to je omela Saudijska Arabija tvrdnjama da građevinska tvrtka posluje na saudijskom teritoriju. Nadalje, Saudijska Arabija je angažirala istraživački tim koji će ispitati mogućnost izgradnje luke u Ras Ghumaisu koji se nalazi na teritoriju UAE i dodijeliti ugovor saudijsko-irskoj tvrtki, tvrdeći da su granice UAE finalizirane i priznate 1976. godine kada je kralj Halid zapečatio sporazum. Saudijci su stoga uspjeli dobiti 30 km istočno od Ras Ghumaisa drugim ugovorom 1977. godine dajući pritom šeiku Zayedu ček na 34,5 milijuna dolara. Međutim, ovaj je ugovor ostao međunarodno nepriznat.:str. 159.-160. Prema autoru Anthonyju Cordesmanu, "saudijska vlada prisilila je Abu Dhabi da pomakne svoju granicu 20 milja istočno od obale Zaljeva".
Od 1974. do 1980. nije bilo fizičkih saudijskih kontrolnih punktova između Katara i UAE -a, a građani obiju zemalja slobodno su se kretali naprijed -natrag bez miješanja saudijske vlade do nakon 1990 -ih. Saudijci su izgradili stvarnu cestu tek nakon 1990. godine. U lipnju 1990. izravna kopnena cesta koja povezuje UAE i Katar prvi put je zatvorena, a Saudijci su otvorili novu cestu koja povezuje saudijsko područje s UAE preko Al Sile i zatvorili staru cestu koja povezuje Abu Dhabi s katarskom granicom. Prema vojnim izvorima iz UAE -a, saudijska vlada je platila novac saudijskim plemenima za preseljenje u blizini Khor Al Udaida i tvrdila je da tamo žive već duže vrijeme, kao i da je izgradila različitu vojnu infrastrukturu u blizini ulaza.:str. 162.-163.
Godine 2004. Emiratski zamjenik tajnika Ministarstva vanjskih poslova Abdulla Rashid Al Nuaimi, rekao je američkoj veleposlanici Marcelle M. Wahba da su UAE potpisali ugovor 1974. godine slučaj uslijed "više sile". Godine 2004. UAE su javno postavili pitanje granice sa Saudijskom Arabijom, a šeik Kalifa bin Zajed al-Nahjan, predsjednik UAE, zatražio je od Saudijske Arabije izmjene i dopune. Saudijska Arabija je odgovorila da je ugovor usvojen 1974., osim članka 5. koji govori o ocrtavanju pomorskih granica. Vlada UAE javno je najavila nezadovoljstvo zbog dopuštenja izmjena članaka ugovora iz Džede. Javno objavljivanje nezadovoljstva uslijedilo je mjesec dana nakon što je preminuo prethodni predsjednik UAE -a Sheikh Zayed, pokazujući da UAE nije zadovoljan načinom rješavanja pitanja granica. Šeik Kalifa pokrenuo je to pitanje kada je posjetio Rijad u prosincu 2004., međutim do rješenja nije došlo. Godine 2005. postojala je zabrinutost da bi se granični spor mogao ponovno rasplamsati. Godine 2005. šeik Kalifa posjetio je Katar, a najavljen je i projekt nasipa namijenjen povezivanju Dohe s Abu Dhabijem, što je frustriralo Saudijsku Arabiju i izazvalo njihov protest zbog toga što bi ovaj prolaz prošao kroz saudijske vode, iako pomorske granice između dvije zemlje nisu ocrtane.:str. 186.-190. Podtajnik ministarstva vanjskih poslova Emirata izjavio je: "Ne želimo da nas od Katara odvoji komadić saudijske vode." implicirajući da je projekt nasipa jedina nada za Abu Dhabi da bude povezan s Katarom. Godine 2004. UAE i Katar također su zajednički potpisali sporazum za plinski projekt, koji uključuje opskrbu plina iz Katara za UAE i Oman. U srpnju 2006. saudijska vlada protestirala je protiv projekta, tvrdeći da je plinovod prošao kroz teritorijalne vode Saudijske Arabije.:str. 186.-190. UAE su javno ponovno otvorili spor 2006. godine.

## Ugovor iz Džede
Ugovorom iz Džede Saudijskoj Arabiji je dodijeljen koridor širok 25 km istočno od Khawr al Udayda, dajući Saudijcima izlaz na Perzijski zaljev istočno od Katara. Zauzvrat, UAE su zadržali šest sela na području Al-Buraimija, uključujući al-Ain i većinu pustinje al-Zafra. Regija oaze Al-Ain/Al-Buraimi sastoji se od deset oaza/sela, od kojih je sedam (Al Ain, Al Jaheli, Al Qattarah, Al Muwaiji, Al Hill, Al Masudi i Al Muhtaredh) danas pod kontrolom Abu Dhabija, dok preostale tri (Hamasa, Sa'ara i Buraimi), danas pripadaju sultanatu Oman.:str. 2. Članak 3. sporazuma navodi da se "svi ugljikovodici na polju Shaybah -Zarrara smatraju vlasništvom Kraljevine Saudijske Arabije" koja jedina ima pravo na istraživanje i razvoj cijelog polja. Članak 4. propisuje da se Saudijska Arabija i UAE "obvezuju suzdržati od eksploatacije i dopuštanja eksploatacije ugljikovodika u onom dijelu svog teritorija na kojim se protežu polja ugljikovodika koja se prvenstveno nalaze na teritoriju druge države".

### Sporni članci ugovora
Godine 1992. UAE su željeli ponovno pregovarati o statusu ugovora, posebno o 20 posto Zarare koja se nalazila na teritoriju Abu Dhabija. Saudijska Arabija je prvi put javno objavila sadržaj ugovora 1995. godine kako bi jasno stavila do znanja da prema članku 3. ugovora polje Shaybah pripada Saudijskoj Arabiji i da neće biti zajedničkog razvoja naftnog polja.:str. 163.-164. Ministar nafte UAE -a bio je jedini ministar nafte GCC -a koji nije prisustvovao inauguraciji naftnog polja Shaybah u ožujku 1999. godine ukazujući na taj način na dugogodišnje nezadovoljstvo UAE -a člancima ugovora iz Đžede. Prema saudijskom izvoru, šeik Mohammed bin Zayed posjetio je Saudijsku Arabij najmanje 3 puta u ožujku i travnju 2011. s namjerom postizanja nagodbe u vezi s 20 posto naftnog polja Zararah koje se nalazilo na teritoriju Abu Dhabija.:str. 163.-164. Dana 15. kolovoza 2011. godine, anonimni diplomat iz UAE izjavio je da UAE žele izmjene ugovora, uglavnom u članak 3. koji bi donio izmjene kako bi se omogućilo dijeljenje nafte između naftnog polja Zararah/Shaybah, jer je šeik Zayed u kolovozu 1974. očito vjerovao da su se UAE i Saudijska Arabij složili da će dijeliti naftu, ali da to nije bilo uključeno u odredbe Ugovora, pa stoga i imaju pravo UAE -a zatražiti izmjenu Ugovora.:str. 173.-181.
Konačno, UAE se izravno protive članku 6. ugovora koji propisuje da će međunarodna tvrtka morati pripremiti službenu kartu koja odražava trenutne granice između dvije zemlje. UAE su nastavili koristiti stariju verziju karte koja nije u skladu s ugovorom iz Džese, koja pokazuje Khor al Udaid i lokaciju naftnog polja Zararah kao teritorij UAE do 2009.:str. 173.-181. To je uzrokovalo problem pri ulasku državljana UAE u Saudijsku Arabiju u kolovozu 2009. koji su koristili svoje osobne iskaznice jer je kartica pokazala originalnu kartu, a državljani Emirata koji su pokušali ući u Saudijsku Arabiju sa svojim osobnim iskaznicama su vraćeni na granici.
Prema Vašingtonskom Institutu za bliskoistočnu politiku, moglo bi se tvrditi da je sporazum iz 1974. upitne valjanosti u smislu međunarodnog prava. Federalno nacionalno vijeće UAE nije ga objavilo niti ratificiralo, što je ključan korak kako bi sporazum bio obvezujući za strane. Katar, koji je iznenada otkrio da više nema kopnenu granicu s UAE, čak nije bio niti strana u pregovorima.

## Granični prijelazi
- Ghuwaifat-Batha

## Vanjske poveznice
- Text of the treaty in Arabic, English, and French
- Arabian Boundary disputes  Arhivirana inačica izvorne stranice od 23. travnja 2008. (Wayback Machine)
- Morton, Michael Quentin (2013), Buraimi: The Struggle for Power, Influence and Oil in Arabia), IB Tauris  Arhivirana inačica izvorne stranice od 23. prosinca 2021. (Wayback Machine)